# Брунцвик, Милан
Милан Брунцвик (чеш. Milan Bruncvík; род. 21 июня 1984, Литомержице, Северочешский край) — чешский гребец, выступавший за сборную Чехии по академической гребле в 2001—2012 годах. Чемпион Европы, призёр этапов Кубка мира, многократный победитель и призёр первенств национального значения, участник двух летних Олимпийских игр.

## Биография
Милан Брунцвик родился 21 июня 1984 года в городе Литомержице.
Занимался академической греблей в Праге в столичном клубе «Дукла». Состоял в гребной команде во время учёбы в Чешском техническом университете.
Впервые заявил о себе на международном уровне в сезоне 2001 года, когда вошёл в состав чешской национальной сборной и выступил на юниорском мировом первенстве в Дуйсбурге, где занял восьмое место в программе распашных двоек без рулевого.
В 2002 году одержал победу в восьмёрках на юниорском мировом первенстве в Тракае.
Начиная с 2005 года выступал среди взрослых спортсменов, в частности отметился выступлением на этапе Кубке мира в Мюнхене.
В 2006 году победил в безрульных четвёрках на молодёжном мировом первенстве в Хазевинкеле.
В 2007 году со своим распашным четырёхместным экипажем превзошёл всех соперников на чемпионате Европы в Познани, был седьмым на чемпионате мира в Мюнхене.
Находясь в числе лидеров гребной команды Чехии, благополучно прошёл отбор на Олимпийские игры 2008 года в Пекине — в безрульных четвёрках вместе со своими соотечественниками вышел в главный финал, где в итоге финишировал пятым.
В 2009 году в той же дисциплине выиграл серебряную медаль на чемпионате Европы в Бресте, стал четвёртым на чемпионате мира в Познани.
В 2010 году взял бронзу на чемпионате Европы в Монтемор-у-Велью.
На чемпионате мира 2011 года в Бледе занял 12-е место в зачёте безрульных четвёрок.
В 2012 году стартовал в безрульных четвёрках на Олимпийских играх в Лондоне, но был далёк здесь от попадания в число призёров.
В 2013 году, будучи студентом колледжа Питерхаус, стал первым чехом, принявшим участие в традиционной регате «Оксфорд — Кембридж».